# مونفرو
مونفرو (به اسپانیایی: Monfero) یک دهستان اسپانیا است که در O Eume واقع شده‌است.

## خصوصیات
مونفرو ۱۷۲٫۴۳ کیلومترمربع مساحت و ۲٬۲۹۹ نفر جمعیت دارد.